# Марија Видаковић
Марија Видаковић (Крушевац, 12. јун 1988) српска је позоришна глумица.

## Биографија
Глумом је почела да се бави у петом разреду основне школе као члан Омладинског позоришта ДАДОВ у класи професора Владимира Јевтовића.
Дипломирала глуму на Академији уметности, у класи професорке Љиљане Благојевић, са представом Слатке усне младости Радослава Павловића.
Стални је члан ансамбла Крушевачког позоришта од 2014. године. Поред регуларног репертоара, игра и репертоар за децу.
Ради синхронизације за цртане филмове.

## Улоге
- Како вам драго[1]
- Тамо далеко на острву спаса[1]
- Деветстопетнаеста – трагедија једног народа[1]
- Ми чекамо бебу[1]
- Виктор Викториа[1]
- Деца ноћи[1]

ТВ
- Пансион Европа[1]
- Убице мог оца[1]
- Ургентни центар

## Улоге у синхронизацијама
| Година     | Наслов                                       | Улога                             |
| ---------- | -------------------------------------------- | --------------------------------- |
| 2014.      | Легенда о Кори                               | Минг-Хуа, Лили                    |
| 2014.      | Тандерменови                                 | Меди                              |
| 2014-2015. | Ники, Рики, Дики и Дон                       | Џози Купер                        |
| 2014-2015. | Хенри Опасност                               | Меди Ричардс, Гђа Пуч, Гђа Вајнер |
| 2015.      | Алвин и веверице (ТВ серија из 2015)         | Беарнез Смит (С1-?)               |
| 2016.      | Кућа Бука                                    | Рита Бука (С1)                    |
| 2017-2018. | Бансен је звер                               | Софи Сандерс                      |
| 2018-2019. | Ја сам Френки                                | Сигурни Гејнс                     |
| 2018.      | Уздизање нинџа корњача                       | Библиотекарка шишмиш              |
| 2018.      | Развали игру                                 | Полицајка Глутарис                |
| 2019.      | Еби Хечер                                    | Ваи По                            |
| 2020.      | Падингтонове пустоловине (ТВ серија из 2019) | Мери Браун (С1-?)                 |
| 2020.      | Best Furry Friends                           | Зара                              |